# انفجار يريفان 2022
انفجار يريفان 2022 هو انفجار كبير وقع في مركز سورمالو للتسوق في يريفان عاصمة أرمينيا في تمام الساعة 13:23 ظهرًا في تاريخ 14 أغسطس من عام 2022، وخلف الانفجار دمار وحريق واسع النطاق وعشرات القتلى والجرحى، وأسفر الانفجار عن مقتل 16 شخص وإصابة 63 آخرين وفقدان 2 آخرين بحسب إحصائيات تاريخ 20 أغسطس.

## الأحداث
وقع الانفجار في مستودع للألعاب النارية دمر مركز سورمالو للتسوق في يريفان، تبع ذلك حريق كبير ودمار معظم السوق، وحضر أكثر من 200 رجل إطفاء مكان الحادث.

## استجابة
تم عرض أسماء الضحايا في اليوم التالي، وزار عدد كبير من المسؤولين الأرمينيين موقع الحادث ومنهم رئيس وزراء أرمينيا نيكول باشينيان، ورئيس بلدية يريفان هراتشيا سركسيان، ووزير حالات الطوارئ أرمين بامبوخشيان، ومدير خدمة الإنقاذ أرمين جاسباريان، ورئيس مكتب تنسيق هيئات التفتيش أرتور أسويان.